# 特库摩
株式會社特庫摩（Tecmo Co., Ltd.）是一家曾經存在的日本遊戲軟體開發公司，前身是成立於1967年的船舶管理公司（日本yacht株式會社），1981年推出首款電玩遊戲，1986年公司更名為特庫摩，现已与光榮合并为光荣特库摩游戏。特庫摩以制作动作游戏出道，旗下的《忍者外傳系列》《生死格鬥系列》《零系列》为代表性游戏。

## 沿革
- 1981年在日本發行了公司的第一款電玩遊戲《Pleiades》，是在大型電玩平台的射擊遊戲[6]。
- 2009年4月1日，與光榮合併，成為合組的光榮特库摩控股旗下子公司。
- 2010年2月25日，宣布于4月1日解散，并入光榮特库摩控股新成立的子公司光榮特庫摩遊戲。[2][9]
- 尽管作为一个法律实体已被解散了两次，但特庫摩继续作为光榮特庫摩遊戲的電玩游戏标签出现，直到2016年的另一次公司重组永远放弃了这个品牌名称。[10]

## 主要作品
- 生死格鬥系列
- 忍者外傳系列
- 零系列
- 怪獸農場系列（英语：Monster Rancher）
- 風速神駒（Gallop Racer）

## 參照
1. ↑  . Tecmo.   [2012-12-05]. （原始内容存档于2021-04-23）.
2. 1 2   (PDF). 特库摩. 2010-02-25  [2010-02-25]. （原始内容存档 (PDF)于2016-03-04）.
3. ↑  . Tecmo.   [2011-11-11]. （原始内容存档于2021-04-18）.
4. ↑   (PDF).   [2024-07-15]. （原始内容存档 (PDF)于2024-07-15）.
5. ↑  https://www.koeitecmo.co.jp/ir/docs/ird1_20241111_01.pdf
6. 1 2   (PDF).   [2024-07-13]. （原始内容存档 (PDF)于2024-07-13）.
7. ↑  "主要営業所." Tecmo. February 20, 2002. Retrieved on October 18, 2010. "本社 東京都千代田区九段北４丁目１番３４号 03-3222-7645."
8. ↑  "Contact 的存檔，存档日期2011-07-05.." Tecmo. Retrieved on October 18, 2010. "Tecmo, Inc. 21213-B Hawthorne Boulevard Torrance, CA 90503."
9. ↑   (PDF).   [2019-03-03]. （原始内容存档 (PDF)于2016-03-04）.
10. ↑  . Dualshockers. February 18, 2016  [March 8, 2017]. （原始内容存档于2017-03-08）.

## 外部連結
- 官方網站 （页面存档备份，存于）
  - テクモビジョナリー2010 （页面存档备份，存于）
- LieVo